# Andrea Favilli
Andrea Favilli (* 17. Mai 1997 in Pisa) ist ein italienischer Fußballspieler, der beim CFC Genua unter Vertrag steht und aktuell an Ternana Calcio ausgeliehen ist. Der Stürmer ist ehemaliger italienischer Juniorennationalspieler.

## Karriere

### Verein
Favilli stammt aus der Jugendakademie des AS Livorno und wechselte im Februar 2015 in einem Leihgeschäft zu Juventus Turin, für die er hauptsächlich in der Primavera zum Einsatz kam.  Sein Ligadebüt bestritt er am 7. Februar 2016 beim 2:0-Auswärtssieg gegen Frosinone Calcio, als er in der 93. Spielminute für Álvaro Morata eingewechselt wurde. Dies blieb sein einziger Einsatz für die erste Mannschaft der Bianconeri in seiner eineinhalbjährigen Leihe.
Zur Saison 2016/17 wechselte Favilli leihweise zum Zweitligisten Ascoli Calcio. Sein erstes Tor gelang ihm am 13. Dezember 2016 beim 2:1-Heimsieg gegen Virtus Entella. Am Ende der Saison hatte er in 30 Ligaspielen acht Tore erzielt. Ascoli verpflichtete Favilli nach der Saison für eine Ablösesumme in Höhe von 3 Millionen Euro. Nachdem er bis Mitte November 2017 in der folgenden Spielzeit 2017/18 in den ersten zwölf Saisonspielen fünf Tore erzielen konnte, zog er sich im Ligaspiel gegen Parma Calcio einen Kreuzbandriss zu, der seine Saison vorzeitig beendete.
Zur Saison 2018/19 wechselte Andrea Favilli für eine Ablösesumme in Höhe von 7,5 Millionen Euro zum Erstligisten Juventus Turin, wo er einen Fünfjahresvertrag unterzeichnete. Bereits zwei Monate später wurde er in einem Leihgeschäft an den Ligakonkurrenten CFC Genua weiterverliehen, die eine Gebühr in Höhe von 5 Millionen Euro für seine Dienste bezahlten. Außerdem handelte man eine Kaufoption in Höhe von 7 Millionen Euro aus. Favilli debütierte am 2. September 2018 bei der 3:5-Auswärtsniederlage gegen US Sassuolo für die Rossoblu. Auch in dieser Spielzeit wurde er von Verletzungen heimgesucht und kam in der gesamten Saison nur zu 6 Einsätzen für die erste Mannschaft Genuas. Dennoch verpflichtete Genua den Stürmer bereits im Februar fest. In der darauffolgenden Saison 2019/20 gelang ihm in 20 Ligaeinsätzen kein Torerfolg.
Am 18. September 2020 wechselte er für die gesamte Spielzeit 2020/21 zum Ligakonkurrenten Hellas Verona, der sich eine optionale Kaufoption für den Stürmer sicherte. Sein Debüt gab er am 27. September 2020 (2. Spieltag) beim 1:0-Heimsieg gegen Udinese Calcio, als er nach 40 gespielten Minuten für Samuel Di Carmine eingewechselt wurde und in der zweiten Halbzeit erzielte er den Siegtreffer.

### Nationalmannschaft
Favilli kam von 2015 bis 2016 zu zwölf Einsätzen für die italienische U-19-Nationalmannschaft, in denen er fünf Tore erzielte. Mit der U19 nahm er auch an der U-19-Europameisterschaft 2016 in Deutschland teil, bei der er mit seinem Heimatland das Finale erreichte.
Er war Teil der Auswahl, welche Italien bei der U-20-Weltmeisterschaft 2017 in Südkorea den dritten Platz erreichte.